# Epeolus peregrinus
Epeolus peregrinus är en biart som beskrevs av Cockerell 1911. Epeolus peregrinus ingår i släktet filtbin, och familjen långtungebin. Inga underarter finns listade i Catalogue of Life.